# 角紀代恵
角 紀代恵（かど きよえ、1955年2月8日 - ）は、日本の法学者。専門は民法。富山県出身。立教大学名誉教授。弁護士（第一東京弁護士会所属）。日本私法学会元理事、信託法学会理事。公益財団法人末延財団評議元理事。指導教官は米倉明。

## 経歴
1978年3月、東京大学法学部第二類（公法コース）卒業、同年4月、東京大学法学部助手（〜1981年6月）。1981年7月、アンダーソン・毛利・ラヴィノウィッツ法律事務所（現アンダーソン・毛利・友常法律事務所） リサーチャー（〜1985年3月）。1985年4月、富山大学経済学部経営法学科専任講師、1987年4月、同助教授。1988年4月、筑波大学社会科学系助教授、1992年4月、成城大学法学部助教授。
1995年4月、立教大学法学部国際比較法学科教授。1996年4月、立教大学法学部法学科教授。2001年4月、立教大学法学部国際比較法学科長。2005年10月、立教学院常務理事（～2007年5月）。2007年4月、立教大学法学部国際ビジネス法学科教授。2010年4月、立教大学法学部長兼大学院法学研究科委員長。2020年定年退職、立教大学名誉教授。同年7月、弁護士登録（第一東京弁護士会）。
主な公職として、財政制度等審議会臨時委員（2007年7月 - ）、国土交通省独立行政法人評価委員（2007年7月 - ）、退職手当恩給審査会委員（2009年4月 - ）、消費者委員会個人情報保護専門調査会委員（2010年7月 - ）など、数多くの委員を歴任した。学会では、日本私法学会理事（2007年10月 - 2011年10月）、信託法学会理事（2010年6月 - 現在に至る）を務めた。
その他、国立大学法人千葉大学監事（非常勤）（2016年4月 - ）、株式会社LIXILビバ社外取締役（監査等委員）（2018年6月 - ）、公益財団法人日本クレジットカウンセリング協会理事、公益財団法人交通事故紛争処理センター評議員なども務めた。

## 著作
書籍
- 『手続法から見た民法』（共著）（弘文堂、1993年）
- 『民事救済手続法（NJ 叢書）』（共著）（法律文化社、1999年）
- 『ロースクールを考える 21世紀の法曹養成と法学教育』（共著）（成文堂、2002年）
- 『現代アメリカ信託法』（共著）（弘文堂、2002年）
- 『わかりやすい担保・執行法改正』（共著）（弘文堂、2004年）
- 『信託と信託法の広がり（トラスト60 研究叢書）』（共著）（トラスト60、2005年）
- 『基本講義　債権総論 ライブラリ法学基本講義』（新世社〔発売サイエンス社〕、2008年）
- 『受取勘定債権担保金融の生成と発展』（有斐閣、2008年）
- 『コンパクト民法 1 民法総則・物権法総論』（新世社〔発売サイエンス社〕、初版2011年、第二版2018年）
- 『はじめての担保物権法』（有斐閣、2013年）
- 『条解信託法』（共著）（弘文堂、2017年）
- 『Before/After 民法改正』（共著）（弘文堂、2017年）
- 『新注釈民法（7）―物権（4）373 条～398 条の22』（共著）（有斐閣、2019年）

## 所属学会
- 日本私法学会
- 信託法学会
- 金融法学会
- 日米法学会